# Wahzhazhe (A Song for My People)
"Wahzhazhe (A Song for My People)" é uma canção da trilha sonora do filme Killers of the Flower Moon de Martin Scorsese. A música toca antes dos créditos do filme durante uma grande cena de dança do povo indígena osage.

## Concepção
Para o final do filme Killers of the Flower Moon, o diretor Martin Scorsese queria uma canção especial dos indígenas osage porque acreditava que a música osage representaria a sobrevivência e resistência do povo. Durante a preparação para o filme, os atores principais Leonardo DiCaprio e Lily Gladstone compareceram à cerimônia I'n Lon Schka da nação osage com Scorsese e ficaram impressionados com a performance.
Assim como toda a trilha sonora do filme, "Wahzhazhe (A Song for My People)" foi produzida por Robbie Robertson. A canção foi escrita por Scott George, Kenny Bighorse e Vann Bighorse, todos membros da nação osage. Scott George é líder do distrito de Grayhorse, enquanto Kenny Bighorse está no distrito de Pawhuska. Vann Bighorse, por sua vez, é secretário de gabinete da tribo para língua, cultura e educação. O canto foi gravado como parte de uma apresentação de dança dos Osage Tribal Singers, que fazem parte do tradicional I'lon-schka. Não era a música tradicional da comunidade, mas uma interpretação moderna. Consiste apenas em cantos osage e um ritmo de tambor. O título é derivado das duas linhas de texto "Wahzhazhe no-zhin te-tha-bey" (aproximadamente: "Os osages estão vivos e reconhecidos") e "Wa-kon-da they-tho gah-ka-be" ("Deus tornou isto possível para nós").
"Wahzhazhe (A Song for My People)" foi indicada para melhor canção original no Oscar 2024, fazendo de Scott George o primeiro osage indicado aos prêmios da Academia.